# Calais persicus
Calais persicus là một loài bọ cánh cứng trong họ Elateridae. Loài này được Chassain miêu tả khoa học năm 1991.